# Подземна експлоатација меких минералних сировина
Подземна експлоатација меких стена је група подземних техника ископавања које се користе за вађење угља, уљних шкриљаца, калијума и других минерала или геолошких материјала из седиментних („меких“) стена.  Будући да су лежишта у седиментним стенама обично слојевита и релативно мање тврда, методе ископавања разликују се од оних које се користе за ископавање лежишта у магнетним или метаморфним стенама ( види Подземна експлоатација чврстих минералних сировина ). Подземне технике ископавања се такође увелико разликују од оних које се користе у површинској експлоатацији. 

## Методе подземне експлоатације у меким стенама
- Широкочелно откопавање - Скуп опреме за широкочелно откопавање састоји се од комбајна за угаљ постављеног на транспортер који делује испод низа хидрауличних подградних конструкција. Готово цео процес може бити аутоматизован. Машине за широкочелно откопавање су обично ширине 150–250 метара и висине од 1,5 до 3 метра. Широкочелним откопавањем извлаче се „панеле“ - правоугаони блокови угља, ширине колико је чело у које је опрема инсталирана, и дугачко неколико километара. Снажни механички комбајни за угаљ секу угаљ с чела, који пада на оклопни транспортер за уклањање. Широкочелним откопавањем може се напредовати у подручје угља или, чешће, повлачећи се назад између развојних тунела. Док се откопавање наставља дуж панела, кров иза носача може се зарушити планирано и контролисано.
- Коморно-стубно откопавање - Коморно-стубно откопавање се обично изводи у хоризонталним или благо нагнутим лежиштима. Стубови се остављају у правилном распореду, док се коморе откопавају. У многим коморно-стубним рудницима, стубови се откопавају, почевши од најудаљеније тачке од излаза из рудника, повлачећи се и пуштајући да се кров заруши. Коморно-стубне методе су добро прилагођене механизацији и користе се у лежиштима као што су угаљ, калијум, фосфат, со, уљни шкриљац и уранијумске руде.
- Откопавање минирањем - Старија пракса вађења угља која користи експлозиве попут динамита за разбијање угљеног слоја, након чега се угаљ скупља и товари у јамске камионе за угаљ или транспортере за уклањање до централног утоварног подручја. Овај процес се састоји од низа операција које започињу „сечењем“ угљеног корита, па ће се лако распасти када се минира експлозивом. Ова врста рударства данас чини мање од 5% укупне подземне производње у САД.
- Откопавање кратким челом - Метода која учествује са мање од 1% производње угља, кратко чело подразумева употребу континуалне рударске опреме са покретнoм подградном конструкцијом, слично као код широкочелне. Континуални рударски комбајн и угљене плоче ширине 150–200 стопа и дуге више од пола миље, зависне од других ствари попут слојева Земље и трансферзалних таласа.